# Baguette

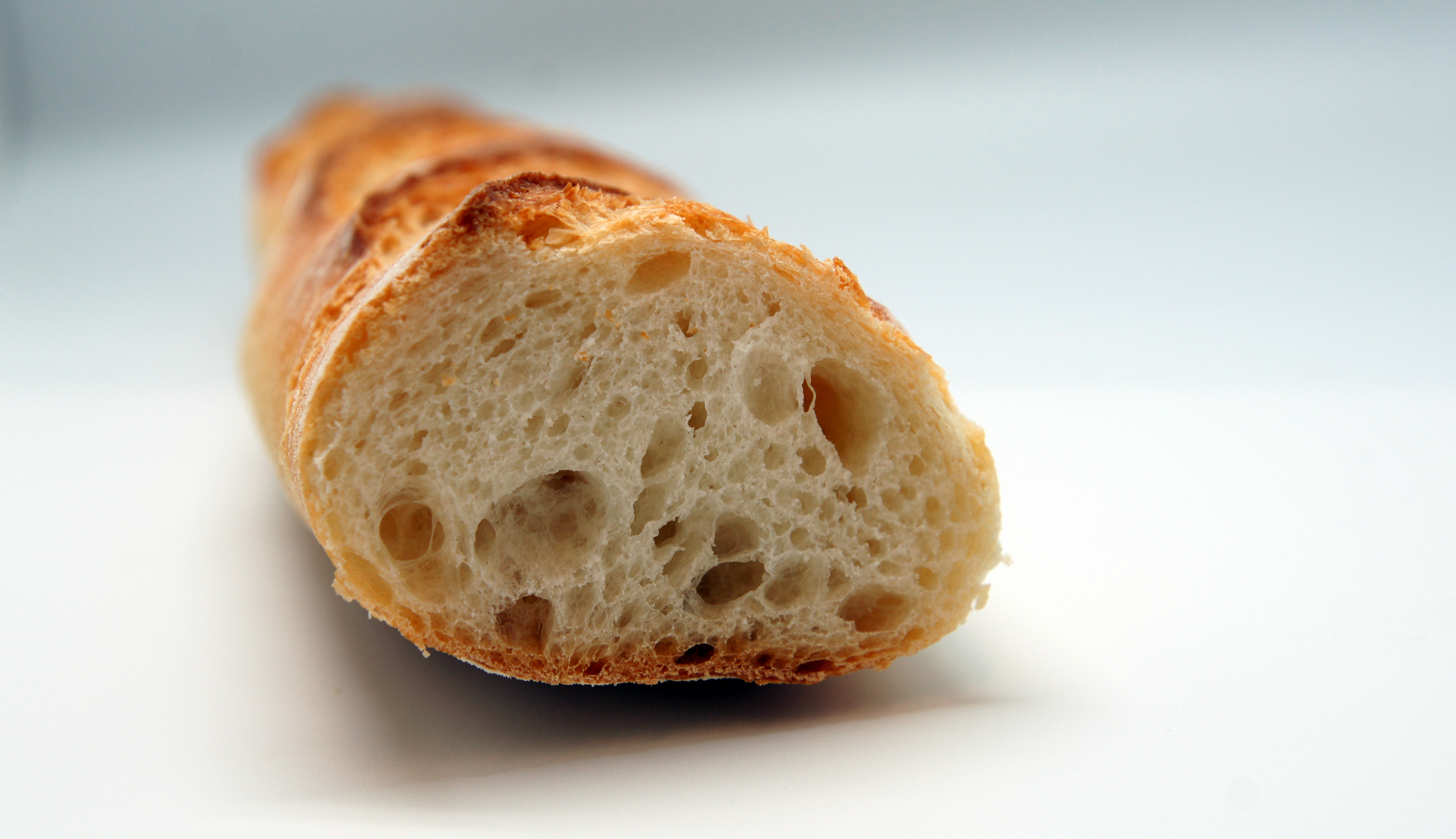
A baguette belseje

A baguette [ejtsd: bagett] egy hosszúra nyújtott ropogós francia fehér kenyér. A pórusok nagyon durvák és egyenetlenek (a minőséget is jelzik). Kevés élesztős hideg tésztagyúrással készítik. A kenyérhéj vastag a hosszú kelesztési idő miatt.

## Elnevezés
A baguette szó a latin baculumból származik, aminek a jelentése „botocska”, „pálcika”.

## Eredet
Két fő elmélet létezik arra vonatkozóan, hogy honnan származik a baguette.
Az első elmélet szerint Bécsből származik, kifejlesztése összefügg a gőzös sütők bevezetésével (19. század). Az 1830-as években, a Bécsi Kongresszust követően Franciaországba áttelepült üzletember, August Zang ismertette meg a párizsiakat a baguette-tel, ami akkor még gömbölyű formájú volt.
Egy másik hagyomány szerint a baguette lengyel eredetű; egy lengyel pék fejlesztette ki egy speciális tésztagyúrási eljárással, amelyet még ma is használnak a baguette készítéséhez (poolish eljárás = lengyel eljárás)

## Elkészítése
A baguette fő összetevői: búzaliszt, víz, élesztő, só; adalékanyag nélkül. Hűvös és puha tésztakészítés, hosszú kelési idő – ezek a klasszikus baguette-készítés további fő szempontjai. Gyakran már éjjel elkészítik a tésztáját.
Franciaországban az 1993-as kenyérrendelet óta szigorúan szabályozzák a baguette készítését. Ipari módszerekkel a baguette struktúrája megváltozik, a belseje világosabb és a pórusai finomabbak lesznek. Mivel a géppel történő készítéséhez keményebb tészta kell, sütőport kevernek hozzá. A rendeletet követően újra a kisebb, hagyományos pékségek tradicionális módszerei kerültek előtérbe. A baguette de tradition française csak búzalisztet, vizet, élesztőt és sót tartalmazhat. Hozzátevőként babliszt (<2%), szójaliszt (<0,5%) és maláta (<0,3%) van engedélyezve. Franciaországban minden pék saját recepttel készíti, nehéz egy standardot meghatározni.

### Alkalmazott tésztaalap
- Levain de pâte: maradéktészta, erjesztett tészta
- Poolish: élesztos tészta
- Levain: savanyú búzatészta[8]

## Érdekességek
1986-ig Franciaországban a baguette ára törvényileg szabályozva volt.
Még ma is előfordul, hogy babból vagy kukoricából nyert lisztet kevernek hozzá. Ez az első világháborús rendelet miatt van, amelynek célja a búzaliszt spórolása volt. Továbbá a babliszt elég sok lecithint tartalmaz, ami természetes emulgatorként a lisztnek sütésképességét javítja. Az íz nagy részét a tésztaösszetétel befolyásolja.[forrás?]

## Főbb francia baguette-fajták
- Baguette: súly: 240-310 gramm, hossza ~55 cm-70 cm;[9] ovális átméroje: ~5 cm
- Flûte (furulya]: egyenlő súly, dupla hossza, de fele szélesség (USA-ban „parisienne“-nek nevezik)
- Pain (kenyér): olyan hosszú mint a baguette, de szélesebb, súlya kb. !400 gramm
- Fincelle (fonal): egyenlő súly, de hosszabb és vékonyabb mit a baguette
- Demi-Baguettes, Tiers vagy „Rudi-Rolls”: baguette szendvicsformában
- Boule (golyó): nagy kerek kenyér
- Bâtard (korcs): maradéktészta, ami a baguette készítésénél keletkezik. Körülbelül egy rögbilabda nagyságának felel meg (~30 cm-es átmérőjű)

## Variációk
Hasonló típusú kenyerek más országban is találhatók; Spanyolország ilyen a barra, Olaszországban – állagát tekintve – a ciabatta.
Sok országban – mivel a „baguette” név nincs védve – olyan baguette-formájú kenyereket is árulnak, amik valójában nem baguettek, nem a klasszikus módszerrel készültek. Így Magyarországon is ritka az igazi baguette. Gyakran nem is ezzel a névvel, hanem párizsi kenyér, rúdkenyér, méterkenyér, franciakenyér vagy partirúd névvel illetik. Esetleg barnakenyérből is készítenek rúd, baguette formájú kenyeret, ennek végképp semmi köze sincs a baguette-hez.

## Fordítás
- Ez a szócikk részben vagy egészben  a   Baguette című német Wikipédia-szócikk fordításán alapul.  Az eredeti cikk szerkesztőit annak laptörténete sorolja fel. Ez a jelzés csupán a megfogalmazás eredetét és a szerzői jogokat jelzi, nem szolgál a cikkben szereplő információk forrásmegjelöléseként.